# Pyrinia abditaria
Pyrinia abditaria es una especie de polilla de la familia Geometridae. La especie fue descrita por primera vez por William Warren habiendo sido descrita en 1858, con distribución en Perú. El holotipo de la especie fue descrita en la provincia de Chanchamayo.

## Descripción
Es una polilla mediana de una envergadura de 24 milímetros (0,9 plg) de color rojo oscuro opaco. El ala anterior se ve cruzado por bandas de color rojo muy oscuras. Cuenta también con una franja de color rojo oscuro en la base, con las puntas del ala pálidas. Su costa es amarillenta con vetas oscuras cortas. Por su parte, las alas posteriores son de color de fondo más claro, pasando a fulvioso hacia los márgenes internos y posteriores. Cuentan con una banda roja profunda postmediana y una submarginal más ancha, precedida por una línea roja estrecha. La parte inferior de las alas es de color amarillo con algunas estrías rojas.
La cabeza, tórax y abdomen son rojos, mientras que la cara y palpos inferiores son amarillentos.